# Fire on the Mountain (música de Grateful Dead)
"Fire on the Mountain" é uma música da Grateful Dead. Foi escrita pelo letrista Robert Hunter e composta pelo baterista Mickey Hart. Foi lançado comercialmente no álbum Shakedown Street em novembro de 1978. Uma versão instrumental anterior, intitulada "Happiness is Drumming", apareceu em 1976 no álbum Diga, de Mickey Hart, com a Diga Rhythm Band.
Antes da gravação da Grateful Dead, a música estreou em um show em 18 de março de 1977 em São Francisco. Ele costumava ser combinado com "Scarlet Begonias" durante apresentações ao vivo, produzindo longas improvisações musicais. As músicas emparelhadas foram logo apelidadas de "Scarlet Fire". Uma performance notável dos "Scarlet Begonias"/"Fire On The Mountain", na Universidade Cornell em Ithaca, Nova Iorque, em 8 de maio de 1977, durou um total de 25 minutos e 50 segundos.
"Fire on the Mountain" foi apresentado em shows da Grateful Dead 253 vezes entre 1977 e 1995. Aparece em vários álbuns da banda. Uma parte da música apareceu como uma faixa bônus na reedição de 2004 da Terrapin Station.
Essa música também é destaque como conteúdo para download para o jogo eletrônico Rock Band.

## Versões cover
- O Leftover Salmon parodiou a música com uma versão chamada "Pasta On the Mountain", que apareceu em seu lançamento em 1993, Bridges to Bert.
- Em 2008, Keller Williams lançou uma versão bluegrass da música no álbum Rex (Live at the Fillmore).[6]